# 美聲男伶
美聲男伶（義大利語發音：[il ˈdiːvo]）是一個跨國古典跨界聲樂團體，以唱歌劇流行音樂、聲樂為主的音樂組合，於2003年12月在英國成立。成員則由男高音厄斯·布勒、大衛·米勒和賽巴斯汀·伊桑巴爾組成；史蒂文·拉布里則是在前成員卡洛斯·马林因感染2019冠狀病毒病病逝後，於2023年夏天加入。美聲男伶由英國唱片製作人西蒙·高維爾及賽科音樂（索尼音樂子公司）唱片公司創建和推廣。
截至2021年，美聲男伶共發行了十張錄音室專輯：《美聲男伶》（2004）、《The Christmas Collection》（2005）、《真愛再臨》（2005）、《Siempre》（2006）、《世紀之約》（2008）、《危險遊戲》（2011）、《情定百老匯》（2013）、《烈愛濃情》（2015）、《永恆金曲》（2018）和《美聲摩城》（2021）；以及合輯《The Greatest Hits》（2012）。另外兩張專輯——《巴塞隆纳现场演唱会》（2009）和《日本现场演唱会》（2014）則是以現場音樂會的錄音為主。該團體也積極與其他藝術家合作。
自成立以來，美聲男伶在全球範圍內取得了成功，在全球銷售了超過3000萬張專輯。該樂隊在35個國家/地區擁有160首經過認證的金曲和白金曲，並在古典音樂中開創了歌劇流行音樂的流派。
美聲男伶的現場音樂會，僅在該集團的前四張專輯就在全球售出了超過200萬張音樂會門票。在首次世界巡演時，18個國家69個城市的演唱會門票全部售罄。

## 概念、成員
Il divo這個團名為意大利文，直譯是神聖的表演者。最終成員由來自四個國家的四位歌手組成，其中三位受過古典音樂訓練：包括男中音卡洛斯·馬林；兩位受過古典訓練的男高音：厄斯·布勒和大衛·米勒；和流行歌手兼詞曲作者賽巴斯汀·伊桑巴爾。
美聲男伶成立的契機，原來自西蒙·高維爾在聽了三位男高音之後受到啟發，決定組建一個由才華橫溢的年輕歌手組成的跨國四重奏，以重現盧奇亞諾·帕華洛帝、何塞·卡列拉斯和普拉西多·多明哥三位男高音之一，以響亮、清晰和強而有力的嗓音再度重現的現象。
2021年12月19日，卡洛斯·馬林因2019冠狀病毒病病逝，享年53歲。作為致敬，美聲男伶在2022年進行了紀念巡迴演唱會，其中墨西哥裔美國男中音史蒂文·拉布里加入了該樂隊。

## 作品

### 单曲
2006年德國世界杯主題曲生命之巅（The Time of Our Lives）

#### 專輯
- 2004年《美聲男伶（英语：Il Divo (album)）》（Il Divo）
- 2004年《The Christmas Collection（英语：The Christmas Collection）》
- 2005年《真愛再臨》（Ancora）
- 2006年《Siempre》（Siempre）
- 2008年《世紀之約》（The Promise）
- 2011年《危險遊戲》（Wicked Game）
- 2013年《情定百老匯》（A Musical Affair）
- 2015年《烈愛濃情（英语：Amor & Pasión）》（Amor & Pasion）
- 2018年《永恆金曲》（Timeless）
- 2021年《美聲摩城》（For Once in My Life: A Celebration of Motown）

## 外部連結
- Official website （页面存档备份，存于）
- Il Divo Belgium website
- Spanish website
- Il Divo section on ClassicalX
- Il Divo Belgium Fansite
- Forum Il Divo For Life Belgium （页面存档备份，存于）
- Il Divo For Life Belgium
- Il Divo Brazilian Fanclub
- Il Divo Kingdom （页面存档备份，存于）